# Janina Kozak-Pajkert
Janina Kozak-Pajkert (ur. 14 listopada 1934 we wsi Rostołty, zm. 28 września 2016 w Białymstoku) – polska poetka. Debiutowała na łamach prasy w 1968 roku. Dwukrotna laureatka Nagrody Literackiej im. Wiesława Kazaneckiego za lata 1995 i 1996. Mieszkała w Białymstoku.

## Dzieła
- Do dalekich wzgórz i dzwonów (1992) – poezje
- Idole (1995) – poezje
- Rozmowy (1995) – proza poetycka
- Fabuły bezsenne (1996) – poezje
- Pogoda z różą w tle (1997) – poezje
- Postawić ostrokół (1999) – poezje
- Wszystkie drogi i okna czyli opowieść o matce i córce (2001) – opowiadania